# Norracana
Norracana is een geslacht van vlinders van de familie tandvlinders (Notodontidae).

## Soorten
- N. niveipicta Kiriakoff, 1962
- N. pantaena Schaus, 1928
- N. stigmatica Kiriakoff, 1962